# Museu Mevlâna
El Museu Mevlâna (turc: Mevlânâ Müzesi), a Konya, Turquia, va començar la seva vida com a lògia dervix (Tekke) de l'ordre Mevlevi, més conegut com els dervixos giratoris. Alberga el mausoleu de Jalal ad-Din Muhammad Rumi (en turc: Celaleddin-i Rumi), un místic sufí persa.

## Història
El sultà 'Ala' al-Din Kayqubad, el soldà seljúcida que havia convidat Mevlâna a Konya, va donar el seu jardí de roses com a lloc d'enterrament per al pare de Rumi, Baha' ud-Din Walad (també escrit com a Bahaeddin Veled), que va morir el 12 de gener de 1231. Quan Mevlâna va morir el 17 de desembre de 1273 va ser enterrat al costat del seu pare.
El successor de Mevlâna, Hüsamettin Çelebi, va decidir construir un mausoleu (Kubbe-i-Hadra) sobre la tomba del seu mestre. La construcció seljúcida, sota la direcció de l'arquitecte Badr al-Din Tabrizi, es va acabar el 1274. Els costos de construcció van ser assumits per Gurju Khatun, l'esposa de l'emir seljúcida Suleiman Pervâne, i l'emir Alameddin Kayser. El tambor cilíndric de la cúpula recolzava originàriament sobre quatre pilars. La cúpula està coberta amb rajoles turquesa.
Fins al 1854 es van afegir trams addicionals al complex original. Selimoğlu Abdülvahit va decorar l'interior i va tallar la fusta per als catafalcs.
Un decret emès per Atatürk el 6 d'abril de 1926 va dictaminar que el mausoleu i la lògia dervix (dergah) havien de ser convertits en un museu que va obrir degudament el 2 de març de 1927. El 1954 va ser rebatejat oficialment com a Museu Mevlâna.

## Descripció
La porta principal (Devisan Kapısı) del museu dona a un pati pavimentat de marbre. Al costat dret es troben la cuina dels dervixos (matbah) i la tomba d'Hurrem Pasha, construïda durant el regnat de Solimà el Magnífic. A l'esquerra hi ha 17 cel·les per a dervixos, construïdes durant el regnat de Murad III, cadascuna d'elles coberta d'una petita cúpula. La cuina també s'utilitzava per educar els dervixos i ensenyar-los a realitzar el sema, el famós ritual de girar. El ṣadirvan (font d'ablucions) al mig del pati va ser construït durant el regnat de Yavuz Sultan Selim.

### Saló del Ritual
El Saló del Ritual (Semahane) va ser construït durant el regnat del sultà Solimà el Magnífic al mateix temps que la petita mesquita contigua. En aquesta sala els dervixos s'acostumaven a interpretar el Sema, la dansa ritual del remolí, interpretada al ritme d'instruments musicals com el kemence (un violí petit amb tres cordes), el kemane (un violí més gran), l'⁣halile (un plat petit), el daire (una mena de tamborí), el kudüm (un tambor), el rebab (una guitarra) i el ney (flauta), interpretat en el passat pel mateix Mevlâna. En aquesta sala es mostren exemples d'aquests instruments, juntament amb una catifa de pregària Kirşehir del segle XVIII, roba dervix (inclosa la de Mevlâna) i quatre llums de mesquita de vidre (segle XVI, període mameluc egipci). En aquesta sala també hi ha un rar Divan-i-Kebir (col·lecció de poesia lírica) de 1366 i dos bons exemplars de Masnavis (llibres de poesia escrits per Mevlâna) de 1278 i 1371.

### Sarcòfags

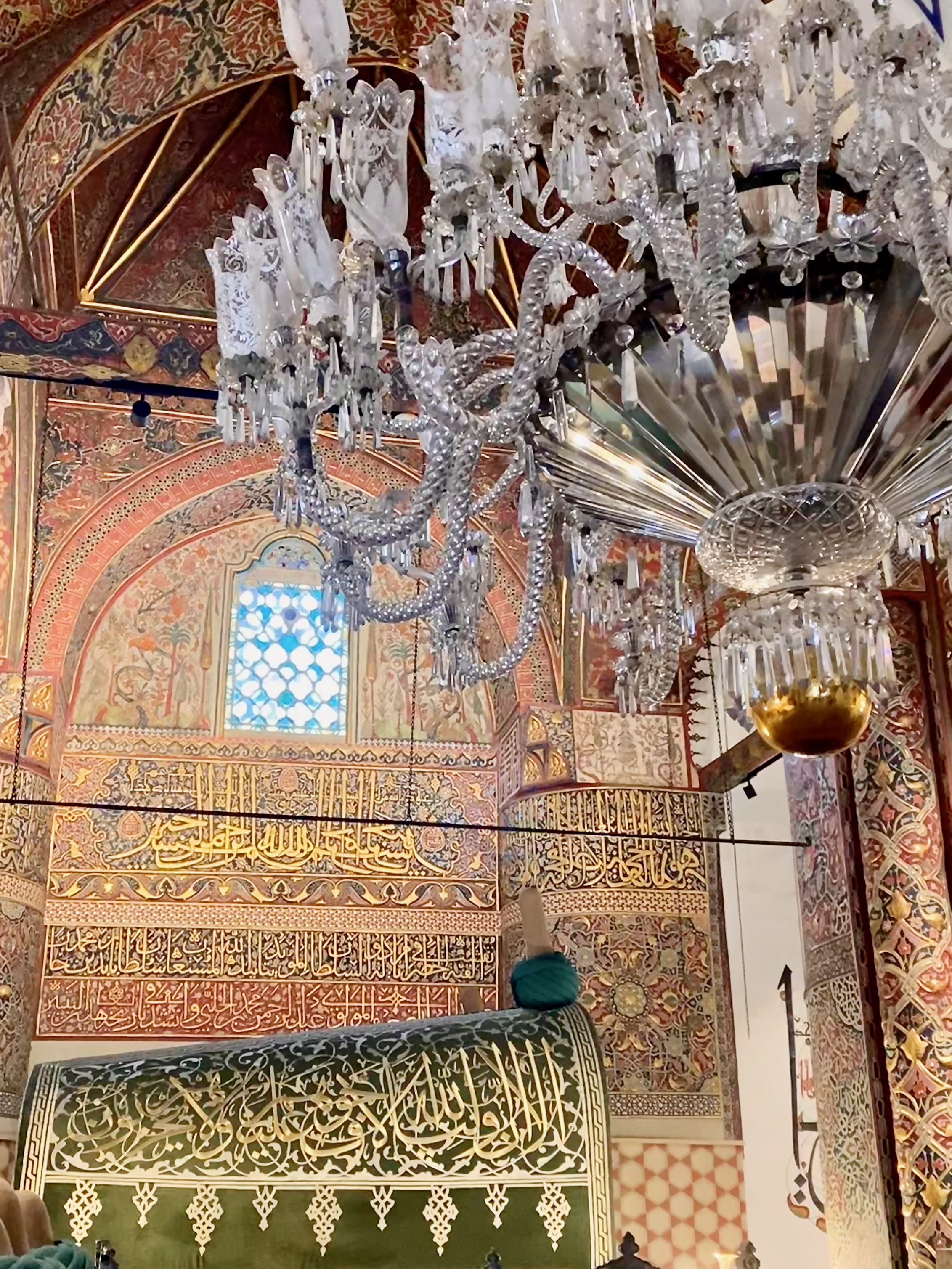
Sarcòfag de Mevlâna

El sarcòfag de Mevlâna es troba sota la cúpula turquesa (Kibab'ulaktab) que és un símbol de la ciutat, amb la cambra funerària real a sota. Està cobert de brocat brodat en or amb versos de l'Alcorà. Aquesta, i totes les altres cobertes, van ser un regal del soldà Abdul Hamid II el 1894. Al costat del sarcòfag de Mevlâna n'hi ha altres, com els del seu pare Bahaeddin Veled i el seu fill Sultan Veled. El sarcòfag de fusta de Mevlâna, que data del segle XII, és una obra mestra de la talla de fusta seljúcida. La gelosia de plata, que separa els sarcòfags de la cambra principal, va ser construïda per Ilyas el 1579.

### Mausoleu

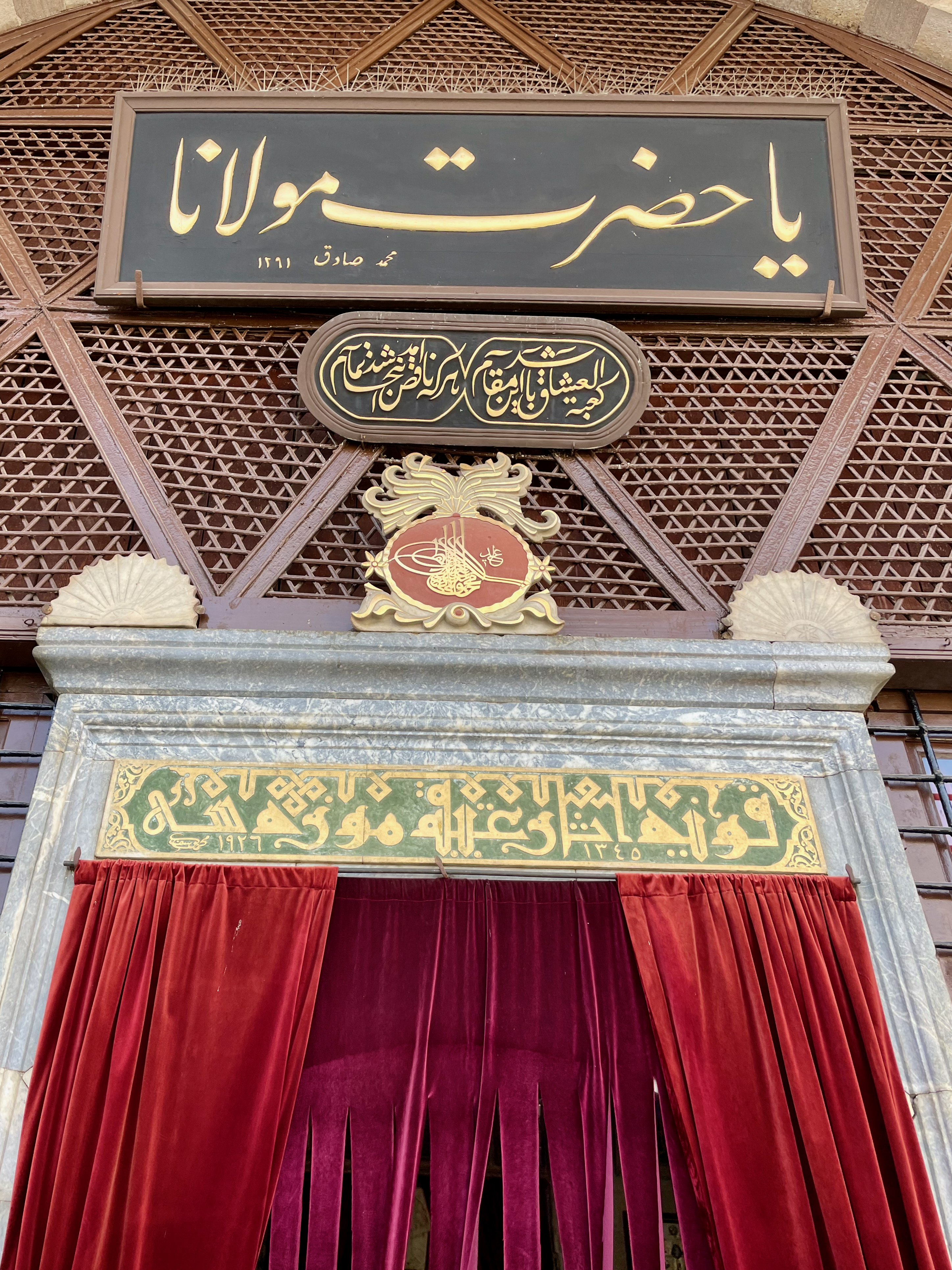
Entrada al mausuleu

La porta de la Tomba (Türbe Kapisi) condueix al mausoleu i a la petita mesquita. Les seves dues portes estan decorades amb motius seljúcides i un text persa del mul·là Abdurrahman Cami que data de 1492. Condueix a la petita sala Tilavet (Cant) (Tilavet Odası) que està decorada amb una rara cal·ligrafia otomana dels estils sülüs, nesih i talik. En aquesta sala l'⁣Alcorà solia ser recitat i cantat contínuament abans que el mausoleu es convertís en un museu.
Una porta platejada condueix des de la Sala Tilavet al mausoleu. Segons una inscripció a la porta, va ser fet pel fill de Mehmet III l'any 1599. Al costat esquerre hi ha sis taüts alineats en fileres de tres; pertanyien als dervixos (Horasan erler) que van arribar a Konya amb Mevlâna i la seva família de Belkh. Davant d'ells, en una plataforma elevada sota dues cúpules, hi ha cenotafis que pertanyen a descendents de la família Mevlâna (la seva dona i els seus fills) i alguns membres d'alt rang de l'orde Mevlevi.

### Mesquita

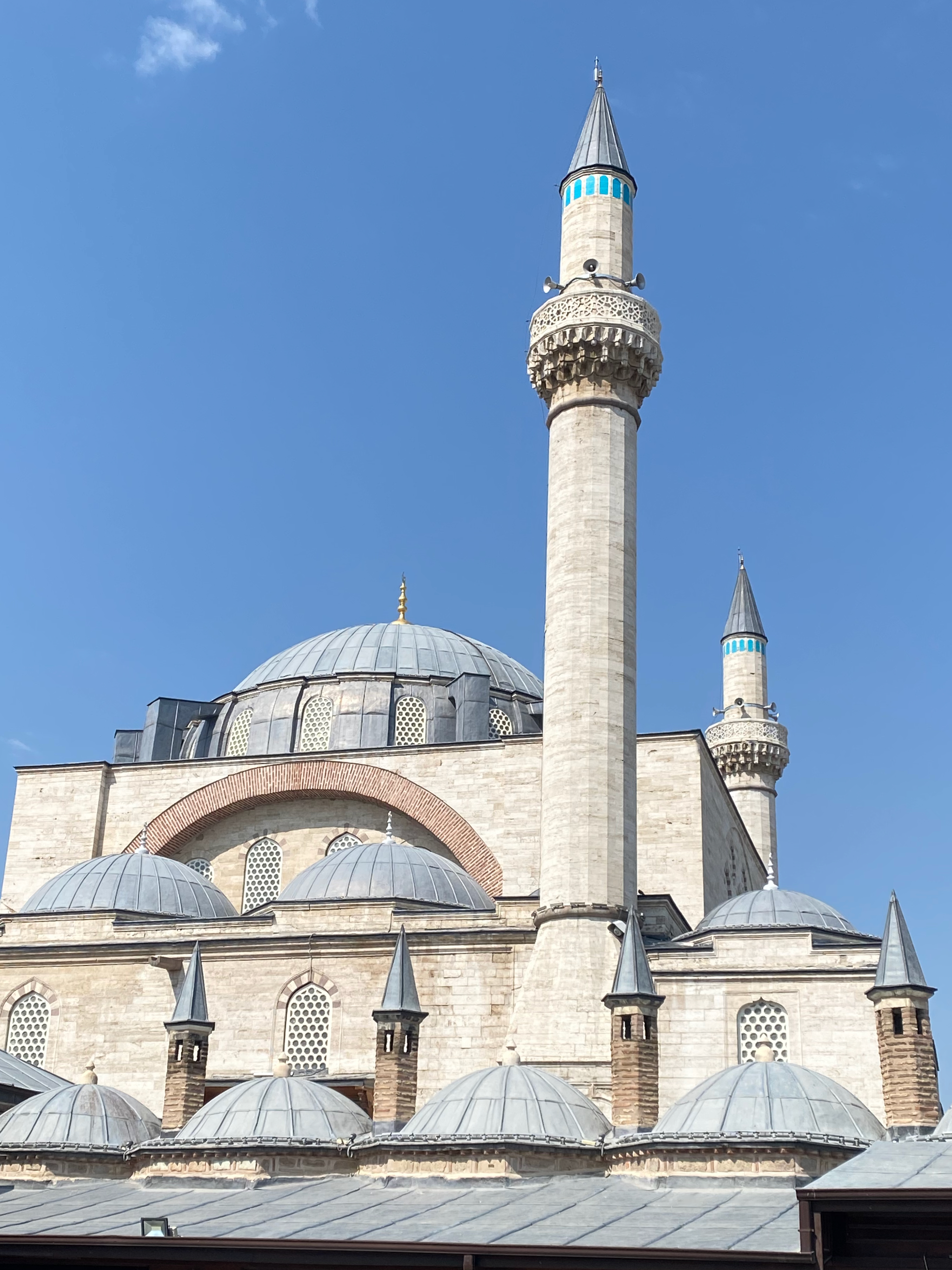
Mesquita al Museu Mevlâna

La petita mesquita contigua (masjid) s'utilitza ara per exposar una col·lecció d'antics Alcoràs il·luminats i valuoses catifes d'oració. Es creu que una caixa, decorada amb nacre, conté la Barba Sagrada de Mahoma (Sakal-i Ṣerif).